# 科学革命の構造
『科学革命の構造』（かがくかくめいのこうぞう、英: The Structure of Scientific Revolutions）は、1962年にアメリカの科学史家・科学哲学者であるトーマス・クーンによって発表された著作である。その後1970年、1996年、2012年に再版され、19の言語に翻訳されて広く読まれた。
この著作では科学史の進歩を見直す立場から、科学において一定の期間にわたって研究者たちにモデルとなる問題、解法を提供する承認された科学的業績を意味するパラダイムの概念を用い分析する。後の科学史とは研究の蓄積による曲線的な進歩ではなく、パラダイム転換（パラダイムシフト）による段階的な過程として捉えなおすことができることをクーンは論じようとした。カール・ポパーなどとの議論で繰り広げられたパラダイム論争を引き起こした研究であった。

## 概要
クーンはアメリカのオハイオ州シンシナティに生まれ、ハーバード大学で物理学を専攻した。しかしジェームズ・コナントのすすめで科学史の研究を始め、同大学で博士号を取得してから科学史の講義を担当していた。その過程で、アリストテレスの『自然学』を調べているとき、科学革命の着想を得た。
クーンは助教授としてカリフォルニア大学に赴任し、1957年に処女作『コペルニクス革命』を発表した。『科学革命の構造』は、1962年に「統一科学国際百科全書」第2巻第2号としてシカゴ大学出版局から刊行されている。この中で重要な概念となっているパラダイムについて、クーン自身は「パラダイム概念はこの論文を報告するほんの数ヵ月前に思いついたものである」と回想している。
「統一科学国際百科全書」は、論理実証主義による諸科学の統一を標榜したウィーン学団のメンバーが発刊したものである。そのメンバーの1人であるチャールズ・W・モリスから、クーンは執筆の依頼を受けている。論理実証主義の前提を覆すことになる本書が「統一科学国際百科全書」の一つとして刊行されるとは、皮肉なことである。
この時のクーンが提起した科学哲学についての論争的な議論は1970年の第2版を出版する際に補論追加に反映されており、また晩年に刊行した第3版では索引が追加されている。本書は第1章序論、第2章通常科学への未知、第3章通常科学の性格、第4章パズル解きとしての通常科学、第5章パラダイムの優先、第6章変則性と科学的発見の出現、第7章危機と科学理論の出現、第8章危機への反応、第9章科学革命の本質と必然性、第10章世界観の変革としての革命、第11章革命が目立たないこと、第12章革命の決着、第13章革命を通じての進歩、から構成されている。
まずクーンは科学という研究対象を一般的に通常科学(normal science)と異常科学（extraordinary science）に区分することで科学史におけるパラダイムの転換を明らかにしようと試みる。通常科学とは模範となる研究が明確化されている科学であり、これは社会的に権威を持った科学者集団によって行われている研究である。クーンの見解によれば、科学とは事実を測定し、事実と理論を調和させ、また理論を整備する活動であり、パズル解きの側面が指摘される。つまり通常科学には概念や方法論、理論により規定される解を求めるためのルールが存在している。このルールの参照点として位置づけられるものがパラダイムであり、研究者の専門化に従ってパラダイムは分化していくことがクーンによって述べられている。観測や実験に対して科学者は整合的な理論を示すことに努めるが、実験装置や観測の精緻化に追随してその理論は素朴な常識から乖離して専門化し、特定の研究領域におけるパラダイムは精緻化されていく。
しかし、そうして確立されたパラダイムに基づいた理論と整合しない事実が発見されると通常科学の変革要因が発生する。パラダイムに整合しない事実が解決されない変則例として蓄積され続けると、科学者集団は従来のパラダイムに疑いを持ち、新たな事実を説明するために異なるパラダイムを準備して新しい理論を構築することが試みられるようになる。これが通常科学に対する異常科学として成立当初は学問的に異端視されることになる。クーンは、科学者集団が従来のパラダイムの有効性に疑惑を持ち、混乱した様態を危機と呼び、次の科学革命の準備段階と捉えた。
やがて危機の中から変則性を克服できる新たな観点や基礎理論が提案され、科学者集団が最良な方法を見いだすために多くの方法を試み、通常科学としての体制を整えることで、過去の通常科学の科学者たちが有していたような権威を獲得し、通常科学として承認される。クーンはこの段階の様態を科学革命と呼んだ。歴史的には15世紀以後のヨーロッパの科学革命に認められ、教会による自然界の説明からコペルニクスやケプラー、ガリレイ、ニュートンなどにより採用された機械論的な説明へと転換した。このような科学史の認識に基づきながらクーンはパラダイムの下に通常科学の理論が成立し、その理論が事実を説明できなくなればパラダイムの転換が生じることを主張している。

## 反響
本書は、新進の科学史家としては異例と見えるほど、各学会誌で書評に取り上げられた。デヴィッド・ボームは「疑いもなく最も興味深く重要な文献」と好意的に紹介したが、批判も多かった。そのため、1969年にロンドンで開かれた国際科学哲学コロキウムで、カール・ポパーを中心とした科学哲学者たちとの熾烈な論争が繰り広げられた。